# Jati (Batujajar)
Jati is een bestuurslaag in het regentschap Bandung Barat van de provincie West-Java, Indonesië. Jati telt 4246 inwoners (volkstelling 2010).